# Koevoet
Koevoet (af, africâner para pé-de-cabra, também conhecido como Operation K ou SWAPOL-COIN) foi o ramo de contrainsurgência da Polícia do Sudoeste Africano (SWAPOL). Suas formações incluíam policiais sul-africanos brancos, geralmente destacados da Agência de Segurança Sul-Africana ou Força-Tarefa Especial, e voluntários negros da Ovambolândia. Koevoet foi modelado conforme os Selous Scouts, uma unidade militar multirracial da Rodésia especializada em operações de contrainsurgência. Seu título era uma alusão à metáfora de "extrair" insurgentes da população civil.
Koevoet foi ativo durante a Guerra de Fronteira Sul-Africana entre 1979 e 1989, durante a qual realizou centenas de operações de busca e destruição contra o Exército Popular de Libertação da Namíbia (PLAN). Os métodos do Koevoet eram controversos, e a unidade foi acusada de cometer inúmeras atrocidades contra civis. Ao longo da guerra, matou ou capturou 3.225 insurgentes e participou de 1.615 confrontos individuais. Koevoet foi dissolvido em 1989 como parte da implementação da Resolução 435 do Conselho de Segurança das Nações Unidas, que efetivamente encerrou a Guerra de Independência da Namíbia e inaugurou a independência do Sudoeste Africano como Namíbia.